# Lillbäcktjärnen, Västerbotten
Lillbäcktjärnen är en sjö i Skellefteå kommun i Västerbotten och ingår i Byskeälvens huvudavrinningsområde. Sjön har en area på 0,0356 kvadratkilometer och ligger 314,1 meter över havet.

## Delavrinningsområde
Lillbäcktjärnen ingår i det delavrinningsområde (724421-168663) som SMHI kallar för Utloppet av Ullbergsträsket. Medelhöjden är 336 meter över havet och ytan är 20,16 kvadratkilometer. Räknas de 5 avrinningsområdena uppströms in blir den ackumulerade arean 122,25 kvadratkilometer. Ålsån som avvattnar avrinningsområdet har biflödesordning 2, vilket innebär att vattnet flödar genom totalt 2 vattendrag innan det når havet efter 112 kilometer. Avrinningsområdet består mestadels av skog (55 procent) och sankmarker (17 procent). Avrinningsområdet har 4,85 kvadratkilometer vattenytor vilket ger det en sjöprocent på 24 procent.